# Talasemija
Talasemija je naziv za skupinu bolesti uzrokovanih genetičkim poremećajima koji uzrokuju stvaranje smanjene količine normalnih dijelova hemoglobina. Hemoglobin je molekula koja se nalazi u eritrocitima te je važna za prijenos kisika.

## Etiopatogeneza
Molekula hemoglobina A (Hb A) koji se nalazi u 96-97% eritrocita svih odraslih ljudi, čine 2 alfa-globulinska lanca i 2 beta-globulinska lanca. Zbog smanjenog stvaranja pojedinih lanaca koji čine molekulu hemoglobina dolazi do poremećaja omjera među lancima, te se pojačano stvaraju varijante molekule hemoglobina koje slabe funkciju i otpornost eritrocita (hemoglobin H, hemoglobin Barts). Takvi eritrociti su manje otporni na normalne uvjete i procese u tijelu čovjela, te se pojačano raspadaju, što može dovesti do pojave anemije.

## Oblici
Ovisno o tome stvaranje kojeg lanca je poremećeno možemo razlikovati:
- alfa-talasemije - čovjek ima 4 gena za alfa lanac smještenih na kromosomu 16; oštećenje 1 do 4 gena uzrokuje smanjeno stvaranje alfa lanaca što se manifestira različitim oblicima bolesti
- beta-talasemije - čovjek ima 2 gena za beta lanac smještenih na kromosomu 11; oštećenje 1 ili 2 gena uzrokuje smanjeno stvaranje beta lanaca što se manifestira različitim oblicima bolesti

Često se genetičke promjene koje uzrokuju stvaranje manje količine pojedinih lanca, talasemije, udružene s različitim hemoglobinopatijama, poremećajim u kojima zbog genetičkog oštećenja dolazi do stvaranje abnormalnih lanaca (najčešće mutacije beta-lanca).  
Pojedini najteži oblici talasemija su nespojivi sa životom te dolazi do smrti ploda u maternici ili ubrzo nakon rođenja, dok blagi oblici prolaze bez pojave simptoma anemije. U dijela oboljelih sa znakovima anemije potrebne su nadoknade krvi, a može se učiniti uklanjanje slezene (splenektomija) kako bi se pokušalo smanjiti razaranje eritrocita.

## Terapija
Djelotvorna terapija je i presađivanje krvotvornih matičnih stanica.

## Vanjske poveznice
- Beta-talasemije, Medscape, pristupljeno 11.06.2014. (engl.)

- Alfa-talasemije, Medscape, pristupljeno 11.06.2014. (engl.)

|  | Molimo pročitajte upozorenje o korištenju medicinskih informacija. Ne provodite liječenje bez savjetovanja s liječnikom! |